# Hagebach
Der Hagebach, mitunter auch Kleine Bode, ist ein rechter Zufluss der Bode im thüringischen Landkreis Eichsfeld.

## Verlauf
Das Fließgewässer entspringt südlich der Siedlung Neubleicherode am Ohmgebirge. Es fließt zunächst in östliche, ab Mündung des Tonbachs in nördliche und später in nordöstliche Richtung. Erste Ortschaft am Bachlauf ist Neustadt. Dann nimmt der Hagebach den Knickbach auf und durchfließt Großbodungen, wo er auch Fließwasser genannt wird. An der Landstraße in Richtung Kleinbodungen erreicht er schließlich die Bode.
In Neustadt bildete der Hagebach zusammen mit dem Knickbach einen Teil der mittelalterlichen Dorfbefestigung mit Wall und Graben.

## Mühlen
Am Hagebach wurden folgende Mühlen betrieben, von denen keine mehr in Betrieb ist beziehungsweise auch bereits abgebrochen wurden:
- in Großbodungen die Kleine Mühle und die Brand- oder Obermühle
- in Neustadt die Solf- oder Untermühle und die Seeth- oder Obermühle
- am Tonbach die Unter-, Mittel- und Obermühle[2]